# 咀嚼肌
咀嚼肌（muscles of mastication）指參與咀嚼的四對肌肉。咀嚼可分為咬合及張口兩個動作，其中咬合肌共有三對。僅有外翼肌一條負責將顳頜關節鬆開，協助張口。

## 構成
構成咀嚼肌群的肌肉包含：
- 嚼肌（有淺端跟深端）
- 顳肌（英语：temporalis）（有些書認為蝶下颌肌（英语：sphenomandibularis）為顳肌的一部分，但有些書認為其為獨立的肌肉）
- 內翼肌（英语：Medial pterygoid muscle）
- 外翼肌（英语：lateral pterygoid muscle）（起自蝶骨大翼的下面和翼突的外侧，止于下颌颈）

## 臨床意義
- 顳顎關節障礙（英语：Temporomandibular joint disorder）
- 磨牙

## 外部連結
- 醫學主題詞表（MeSH）：Masticatory+Muscles
- http://www.med.umich.edu/lrc/coursepages/m1/anatomy2010/html/nervous_system/infratemp_lecture.html（页面存档备份，存于）

Template:Muscles of head